# Championnat de France féminin de hockey sur glace 2016-2017
Saison précédente Saison suivante
La saison 2016-2017 est la 31e édition du Championnat de France féminin de hockey sur glace. Elle voit la victoire des Jokers de Cergy-Pontoise après sept ans sans titre.

## Saison régulière
Onze équipes sont engagées en élite féminine et elles sont divisées en deux poules :
- poule A : Gothiques d'Amiens, Jokers de Cergy, Jets d'Évry Viry, Bisons de Neuilly-sur-Marne, Pays de la Loire, Loups de St-Ouen, Remparts de Tours ;
- poule B : Brûleurs de loups de Grenoble, Hockey Féminin 74, Occitanie, Val-Vanoise.

La saison régulière a lieu entre le 24 septembre 2016 et le 19 février 2017 et les équipes sont regroupées par implantation géographique. 
Les points seront attribués de la façon suivante :
- victoire dans le temps règlementaire : 3 points ;
- victoire en prolongation ou aux tirs au but : 2 points ;
- défaite en prolongation ou aux tirs au but : 1 point ;
- défaite dans le temps règlementaire : 0 point.

### Poule Nord
| Résultats (▼dom., ►ext.)                                           | AMI  | CER  | ÉVY  | NEU     | LOI  | S-O    | TRS  |
| Amiens                                                             |      | 2-7  | 22-1 | 11-4    | 26-0 | 5-4 TF | 2-3  |
| Cergy-Pontoise                                                     | 6-1  |      | 11-1 | 4-3 Pr. | 20-0 | 4-0    | 5-2  |
| Évry/Viry                                                          | 3-15 | 4-9  |      | 2-21    | 19-2 | 0-5    | 0-9  |
| Neuilly-sur-Marne                                                  | 5-6  | 2-5  | 9-3  |         | 23-0 | 3-1    | 7-1  |
| Pays de la Loire                                                   | 2-31 | 0-17 | 2-7  | 0-14    |      | 2-14   | 0-12 |
| Saint-Ouen                                                         | -    | 0-7  | 7-3  | 0-9     | 11-1 |        | 1-4  |
| Tours                                                              | 4-1  | 0-4  | 17-2 | 7-2     | 18-0 | 11-1   |      |
| - Victoire à domicile - Victoire à l'extérieur - Match non disputé |      |      |      |         |      |        |      |

| Clt   | Équipe            | PJ | V  | VP | D  | DP | BP  | BC  | Pts |
| ----- | ----------------- | -- | -- | -- | -- | -- | --- | --- | --- |
| +001, | Cergy-Pontoise    | 12 | 11 | 1  | 0  | 0  | 99  | 15  | 35  |
| +002, | Tours             | 12 | 9  | 0  | 3  | 0  | 88  | 25  | 27  |
| +003, | Neuilly-sur-Marne | 12 | 7  | 0  | 4  | 1  | 102 | 40  | 22  |
| +004, | Amiens            | 11 | 6  | 1  | 4  | 0  | 122 | 39  | 20  |
| +005, | Saint-Ouen        | 11 | 4  | 0  | 6  | 1  | 44  | 49  | 13  |
| +006, | Évry/Viry         | 12 | 2  | 0  | 10 | 0  | 45  | 129 | 6   |
| +007, | Pays de la Loire  | 12 | 0  | 0  | 12 | 0  | 9   | 212 | 0   |

- Équipe qualifiée pour la phase finale

### Poule Sud
| Résultats (▼dom., ►ext.)                                           | GRE  | HF74 | OCC     | VAN  |
| Grenoble                                                           |      | 0-11 | 0-18    | 1-10 |
| Hockey Féminin 74                                                  | 19-0 |      | 1-2 Pr. | 1-3  |
| Occitanie                                                          | 14-0 | 2-4  |         | 4-2  |
| Val Vanoise                                                        | 12-1 | 1-3  | 0-10    |      |
| - Victoire à domicile - Victoire à l'extérieur - Match non disputé |      |      |         |      |

| Clt   | Équipe            | PJ | V | VP | D | DP | BP | BC | Pts |
| ----- | ----------------- | -- | - | -- | - | -- | -- | -- | --- |
| +001, | Occitanie         | 6  | 4 | 1  | 1 | 0  | 50 | 7  | 14  |
| +002, | Hockey Féminin 74 | 6  | 4 | 0  | 1 | 1  | 39 | 8  | 13  |
| +003, | Val Vanoise       | 6  | 3 | 0  | 3 | 0  | 28 | 20 | 9   |
| +004, | Grenoble          | 6  | 0 | 0  | 6 | 0  | 2  | 84 | 0   |

- Équipe qualifiée pour la phase finale

## Phase finale
Les deux meilleures équipes de chaque poule s'affrontent au sein d'un tournoi final les 21, 22 et 23 avril à l'Aren'ice.
| Résultats (▼dom., ►ext.)                                           | CER | HF74 | OCC | TRS |
| Cergy-Pontoise                                                     |     | 4-1  | 6-1 | 3-0 |
| Hockey Féminin 74                                                  |     |      | 1-8 | 1-6 |
| Occitanie                                                          |     |      |     | 0-7 |
| Tours                                                              |     |      |     |     |
| - Victoire à domicile - Victoire à l'extérieur - Match non disputé |     |      |     |     |

| Clt   | Équipe            | PJ | V | VP | D | DP | BP | BC | Pts |
| ----- | ----------------- | -- | - | -- | - | -- | -- | -- | --- |
| +001, | Cergy-Pontoise    | 3  | 3 | 0  | 0 | 0  | 13 | 2  | 9   |
| +002, | Tours             | 3  | 2 | 0  | 1 | 0  | 13 | 4  | 6   |
| +003, | Occitanie         | 3  | 1 | 0  | 2 | 0  | 9  | 14 | 3   |
| +004, | Hockey Féminin 74 | 3  | 0 | 0  | 3 | 0  | 3  | 18 | 0   |

- Équipe championne de France